# Кетози

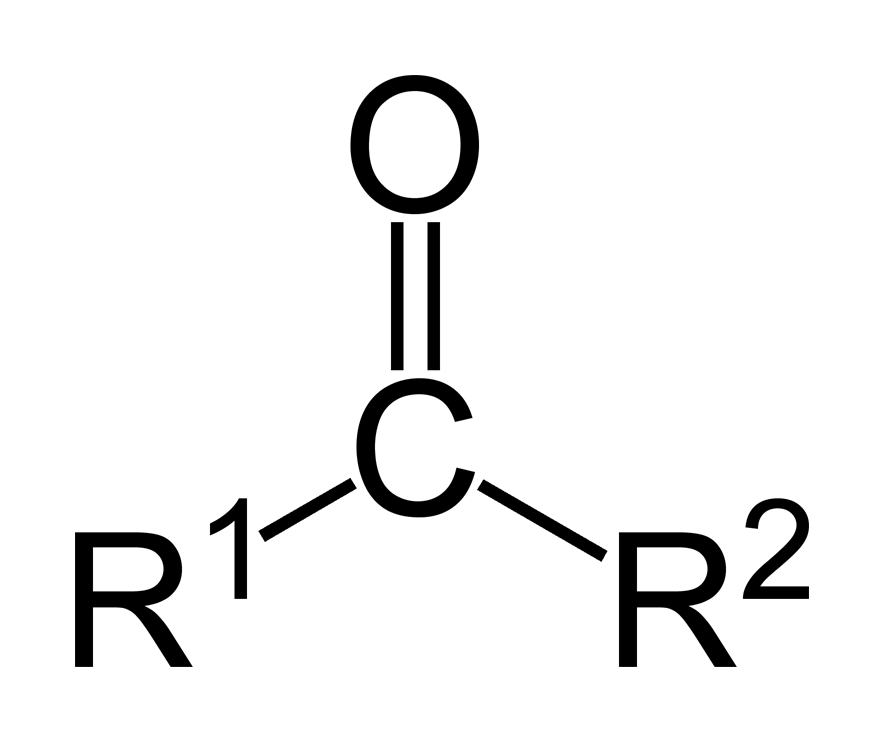
Загальна формула кетонів, тут R¹, R² відрізняються від атома H

Кетóзи — підклас вуглеводів, які є кетонами, тобто молекули яких містять кетогрупу >C=O. Кетогрупа зазвичай знаходиться у положенні 2 карбонового ланцюга (атом карбону кетогрупи є другим атомом карбону з кінця ланцюга).
Переважна більшість вуглеводів здатна циклізуватися за рахунок подвійного зв'язку кетогрупи C=O. При циклізації кетогрупа замінюється ацетальною (формально зникає), але вуглевод не випадає з підкласу кетоз. Отже, вищенаведене визначення слід уточнити, додавши вимогу «у відкритій формі» чи то «в ациклічній формі». В розчині, де й відбуваються хімічні перетворення вуглеводів, існує рівновага між відкритою та циклічною формами (кільцево-ланцюгова таутомерія).
Кетози важко входять до реакцій окиснення, яке відбувається із розривом карбонового ланцюга і тому потребує жорсткіших умов. Тож, на відміну від альдоз, їх відносять до невідновлювальних вуглеводів.